# Assault Girls
Pour plus de détails, voir Fiche technique et Distribution.
Assault Girls (アサルトガールズ, Asaruto gāruzu) est un film japonais réalisé par Mamoru Oshii, sorti en 2009. Il se situe dans le même univers que le film Avalon.

## Synopsis
À la suite d'une guerre nucléaire, le monde d'Avalon(f) est devenu un immense désert dans lequel des combattants affrontent des monstres.

## Fiche technique
- Titre : Assault Girls
- Titre original : アサルトガールズ (Asaruto gāruzu?)
- Réalisation : Mamoru Oshii
- Scénario : Mamoru Oshii
- Musique : Kenji Kawai
- Photographie : Atsunori Sato et Hiroaki Yuasa
- Montage : Atsunori Sato
- Production : Issei Shibata
- Société de production : Deiz Production et Geneon Universal Entertainment
- Société de distribution : Tokyo Theatres K.K. (Japon)
- Pays de production :  Japon
- Genre : action et science-fiction
- Durée : 65 minutes
- Dates de sortie : 
  - Japon : 19 décembre 2009[1]

## Distribution
- Yoshikazu Fujiki : Jager
- Rinko Kikuchi : Lucifer
- Meisa Kuroki : Gray
- Hinako Saeki : le colonel

## Box-office
Le film a rapporté 1,1 million de dollars au box-office.